# Denggungan
Denggungan is een bestuurslaag in het regentschap Boyolali van de provincie Midden-Java, Indonesië. Denggungan telt 3494 inwoners (volkstelling 2010).